# Otto Lummer

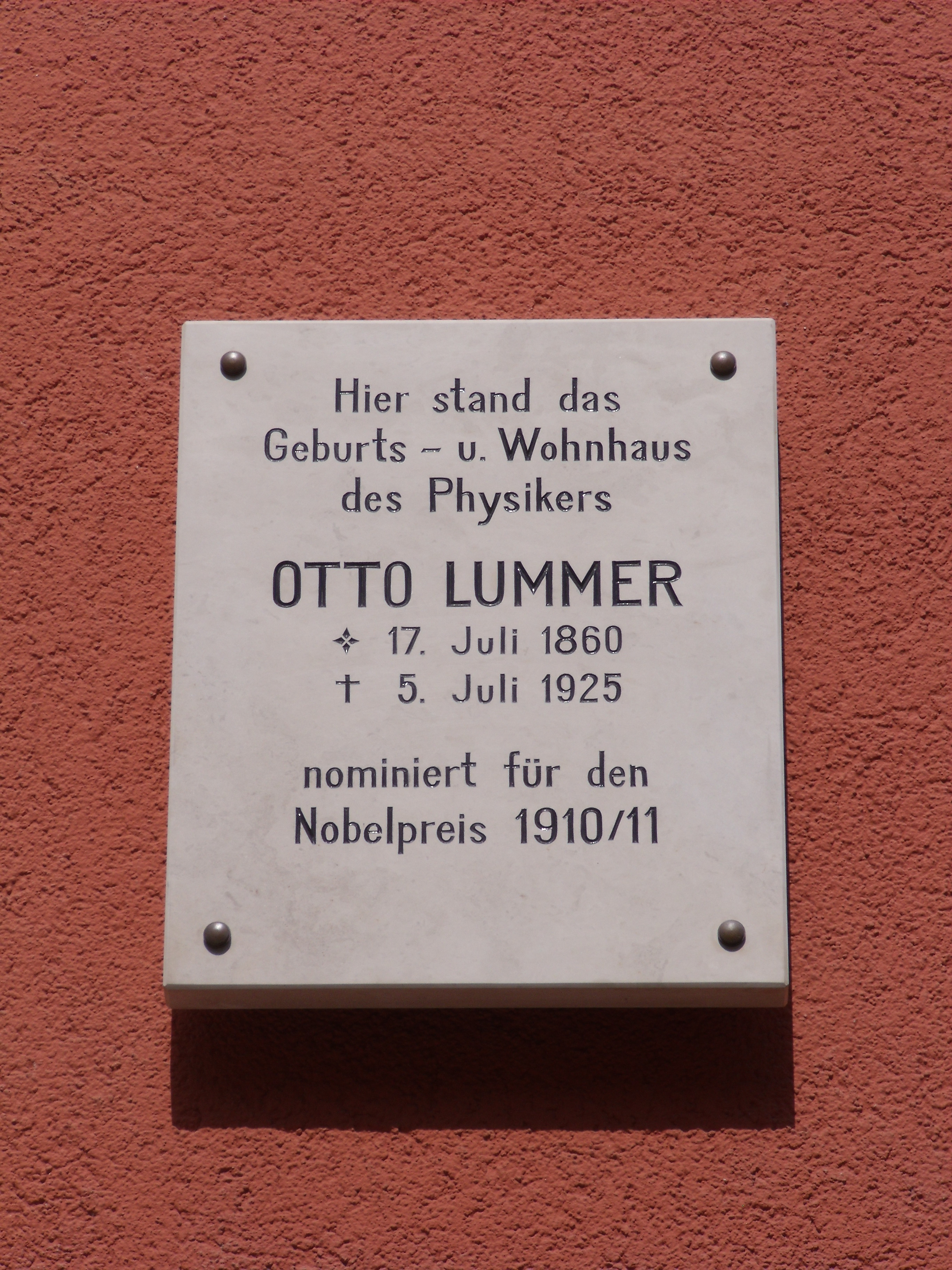
Gedenktafel am ehemaligen Standort von Lummers Geburts- und Wohnhaus in Gera, Schloßstraße 6

Otto Richard Lummer (* 17. Juli 1860 in Gera; † 5. Juli 1925 in Breslau) war ein deutscher Physiker.

## Werdegang

### Herkunft und Ausbildung
Otto Lummer wurde als jüngstes von sechs Kindern des Bäckermeisters Carl Gottfried Lummer (1822–1891) und der Minna Agnes geb. Ortlepp (1831–1920) in seinem Elternhaus in der damaligen Schloßstraße 14/15 (heute Schloßstraße 6) in Gera, in dem sich auch die väterliche Bäckerei befand, geboren. Die Vorfahren Lummers waren seit Generationen als Bäcker und Konditoren in Gera und Untermhaus ansässig. Er besuchte die Realschule erster Ordnung auf dem Nicolaiberg (heute Goethe-Gymnasium/Rutheneum, Haus I) und bestand dort am 16. März 1880 die mündliche Abiturprüfung.

### Wirken als Physiker
Otto Lummer hatte an verschiedenen deutschen Universitäten studiert, bevor er 1884 Assistent bei Hermann von Helmholtz in Berlin wurde und im selben Jahr mit einem Thema aus der Optik promovierte.
Dort arbeitete er an der Physikalisch Technischen Reichsanstalt, an der er 1894 Professor wurde. Ab 1904 war er Professor in Breslau.
Otto Lummer entdeckte als erster die Interferenzerscheinungen an planparallelen Glasplatten. Gemeinsam mit Eugen Brodhun (1860–1938) erfand er den Photometerwürfel.
Auch stellte er gemeinsam mit Ernst Pringsheim (1859–1917) grundlegende Untersuchungen über die Verteilung der Energie im Spektrum eines schwarzen Strahlers an, die Max Planck zur Aufstellung seiner Quantenhypothese führten.
Zusammen mit Wilhelm Wien stellte er den ersten Schwarzkörperstrahler her, bestehend aus einer geschwärzten Hohlkugel mit einer kleinen Austrittsöffnung.
Lummer entwickelte außerdem eine Quecksilberdampflampe, um monochromatisches Licht herzustellen; 1902 baute er ein hochauflösendes Spektroskop.
Er war einer der Herausgeber der 11. und letzten Auflage (ab 1926 bei Vieweg) des Lehrbuchs der Physik von Müller-Pouillet (begründet von Johann Heinrich Jacob Müller, Claude Servais Mathias Pouillet).

## Ehrungen
Die Totenmaske Lummers war Ende der 1920er Jahre im Geraer Stadtmuseum ausgestellt. Ihr Verbleib ist unbekannt; sie ging vermutlich bei den Luftangriffen auf Gera im Zweiten Weltkrieg verloren.
Beim Bau des Neubaugebietes Bieblach-Ost benannte die Stadt Gera am 3. August 1988 eine Straße nach ihm. Durch ein Versehen wurde die Straße jedoch zunächst als Otto-Cummer-Straße benannt; erst im Rahmen der Umbenennung zahlreicher Geraer Straßen im Zuge der deutschen Wiedervereinigung wurde der Fehler zum 1. März 1991 korrigiert.
Einen Tag vor Lummers 150. Geburtstag im Jahr 2010 enthüllte der damalige Geraer Oberbürgermeister Norbert Vornehm eine Gedenktafel am ehemaligen Standort von Lummers Geburts- und Wohnhaus. Seit 2008 trägt auch ein Triebfahrzeug der Straßenbahn Gera Lummers Namen.

## Schriften
- Grundlagen, Ziele und Grenzen der Leuchttechnik (Auge und Lichterzeugung), Oldenbourg Verlag, München, Berlin, 1918